# Lochovice
Lochovice (deutsch Lochowitz) ist eine Gemeinde mit 1084 Einwohnern in der Region Středočeský kraj in Tschechien.

## Geschichte
Die erste urkundliche Erwähnung stammt aus dem Jahr 1318.

## Ortsgliederung
Due Gemeinde Lochovice besteht aus den Ortsteilen Kočvary (Kotschwar), Lochovice (Lochowitz),  Netolice (Netolitz) und Obora (Wobora).

## Sehenswürdigkeiten
- Ursprüngliches Renaissanceschloss, das später im Barock- und Rokokostil umgebaut wurde.
- Barockkirche des Heiligen Andreas (1648)
- Pestsäule vor der Kirche

## In Lochovice geboren
- Joseph Fiala (1748–1816), böhmischer Oboist, Cellist und Komponist